# Doramectine
La doramectine (Dectomax) est un médicament vétérinaire utilisé pour le traitement et le contrôle des parasitoses internes (par des nématodes intestinaux et pulmonaires), les tiques et la gale (ainsi que d'autres ectoparasites). La doramectine est un dérivé de l'ivermectine. Elle est disponible sous deux formes galéniques : en injection et en solution topique de 5 mg·ml-1, l'injection conduisant à une fixation dans les tissus adipeux et une biodisponibilité plus élevée que la solution topique.
Son mode d'action est semblable à celui de l'ivermectine, en provoquant l'hyperpolarisation des membranes plasmiques par augmentation de la perméabilité pour les ions chlorure Cl−, d'où blocage de l'influx nerveux chez les nématodes et les arthropodes, et également blocage de la contraction musculaire chez les arthropodes.